# Silberne Scheinbuche

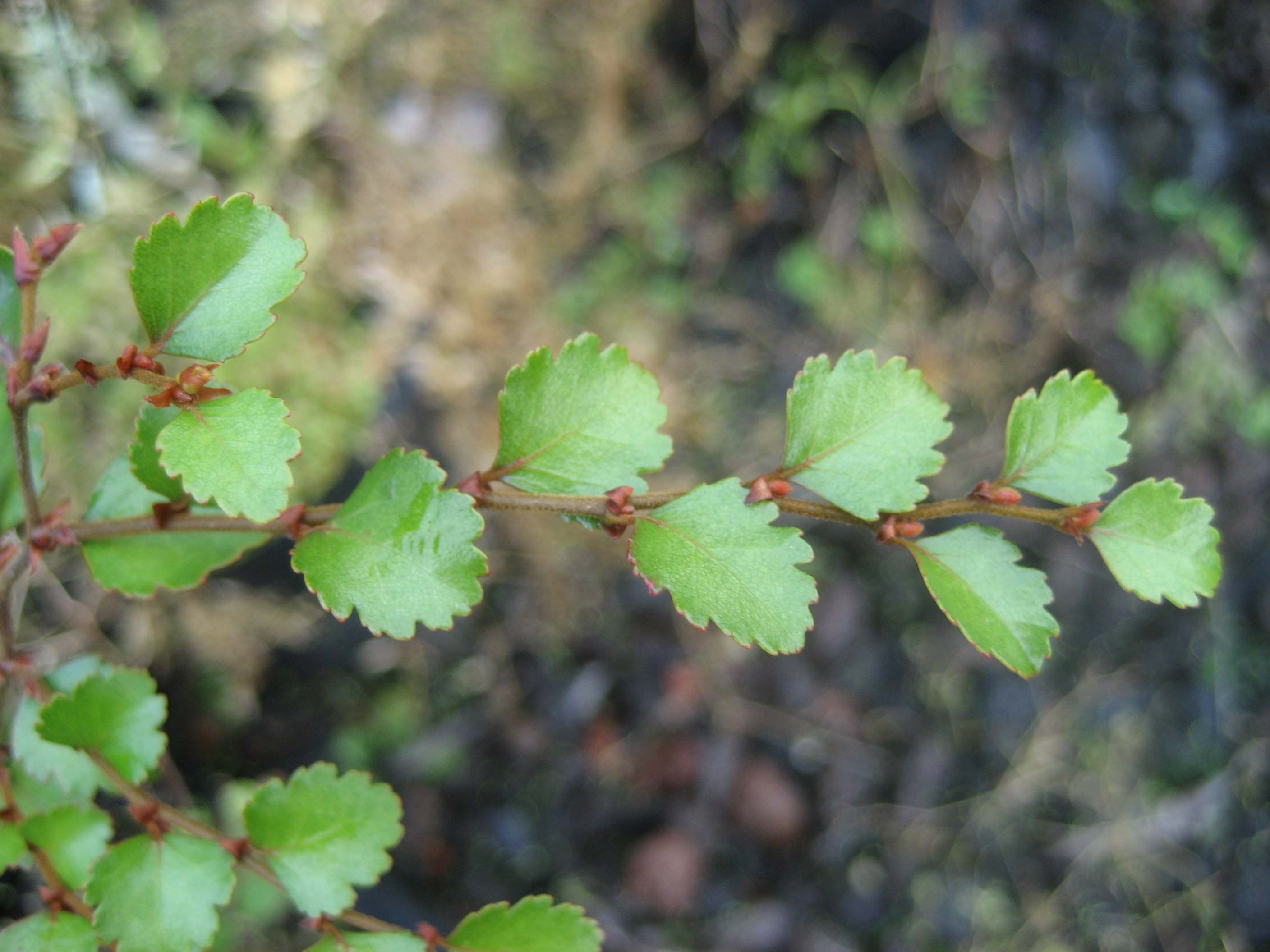
Zweig

Die Silberne Scheinbuche (Nothofagus menziesii), auch Neuseeländische Silberbuche genannt, ist eine Laubbaumart aus der Gattung der Scheinbuchen in der Familie der Scheinbuchengewächse (Nothofagaceae). Die Art ist in Neuseeland heimisch und in Mitteleuropa nicht winterhart.

## Beschreibung
Die Silberne Scheinbuche ist ein immergrüner Baum, der an den Naturstandorten Wuchshöhen von bis zu 30 Metern erreicht, in Europa allerdings nur etwa 20 Meter. Der Stammdurchmesser erreicht bis über 2 Meter. Die gräuliche Borke ist relativ glatt und im Alter teils abblätternd.
Die wechselständigen, kurz gestielten Laubblätter sind eiförmig oder dreieckig bis fast rundlich und etwa 1–2 × 1–2 cm. An jungen Pflanzen sind sie leicht silbrig, an alten Bäumen jedoch oberseits dunkel glänzendgrün und unterseits heller. Sie sind dickledrig, fast kahl, stumpf bis spitz und grob gezähnt bis gesägt, gekerbt. Der kurze Blattstiel ist fein behaart. Es sind kleine Nebenblätter vorhanden.
Die Pflanzen sind einhäusig monözisch und werden windbestäubt. Die Blüten erscheinen achselständig. Die kleinen, eingeschlechtlichen und grünlichen Blüten besitzen eine einfache Blütenhülle. Die kurz gestielten, männlichen Blüten mit 4–6-teiligem Perianth erscheinen einzeln und enthalten viele, kurze Staubblätter mit roten Antheren. Eine zwei- und zwei dreizählige weibliche, sitzende Blüten erscheinen bis zu dritt in einem Dichasium, an einem klebrigen, behaarten und weich drüsig-stacheligen, fransigen, vierklappigen „Becher“ sowie an zwei Deckblättern. Die zweizählige Blüte kann auch oft fehlen oder ist reduziert. Der zwei- oder dreikantige Fruchtknoten ist unterständig mit zwei oder drei kurzen, zusammenstehenden Griffeln.
Die kleinen, leicht behaarten Früchte, Nüsse, sind eiförmig und zwei- oder dreiflügelig mit Griffelresten in einem ledrigen, klebrigen, klappigen sowie schuppig-stacheligen Fruchtbecher. Die Fruchtflügel besitzen an der Spitze Drüsen.

## Verbreitung und Standort
Die Heimat der Silbernen Scheinbuche liegt in Neuseeland. Ihre Vorkommen liegen auf der Süd- und der Nordinsel; auf der Nordinsel reicht das Verbreitungsgebiet in nördlicher Richtung bis zum 37. Breitengrad, also etwa bis zur Stadt Thames.
Sie kommt vom Tiefland bis in die Höhenlagen der Bergwälder vor und ist auch als Strauch in der subalpinen Zone anzutreffen.
Die Art ist in Mitteleuropa nicht winterhart, erweist sich aber in bevorzugten Lagen auf den Britischen Inseln wie den milden Parks des Cornwall als raschwüchsig und wird dort bis zu 20 Meter hoch.

## Nutzung
Aus der Rinde wird ein schwarzer Farbstoff gewonnen; daneben wird Tannin aus der Rinde gewonnen. Das mittelschwere, aber nicht beständige Holz wird unter anderem für Weingestelle und im Hausbau verwendet, englische Handelsbezeichnungen sind Silver Beech und Southland Beech.

## Systematik
Der englische Botaniker Joseph Dalton Hooker beschrieb die Art 1844 unter dem Basionym Fagus menziesii, ordnete sie also in die Gattung der Buchen (Fagus) ein. Der dänische Botaniker Anders Sandøe Ørsted verschob die Art 1871 unter dem heute gültigen Taxon Nothofagus menziesii in die Gattung der Scheinbuchen (Nothofagus).
Innerhalb der Gattung der Scheinbuchen (Nothofagus) wird die Silberne Scheinbuche in die Untergattung Lophozonia gestellt.